# Warszawska Pielgrzymka Piesza
Warszawska Pielgrzymka Piesza – piesza pielgrzymka z Warszawy do sanktuarium na Jasnej Górze.
Pielgrzymka wyrusza co roku 6 sierpnia ze stołecznego kościoła św. Ducha. Wchodzi do Częstochowy 14 sierpnia, a 15 sierpnia odbywają się tam uroczystości Wniebowzięcia Najświętszej Maryi Panny.

## Opis
W pielgrzymce biorą udział głównie mieszkańcy Warszawy i okolic. Pierwsza pielgrzymka wyruszyła z kościoła św. Ducha na Jasną Górę w 1711 roku. Był to wyraz podziękowania ludności Warszawy po ustąpieniu epidemii dżumy. Początkowo prowadzona była przez Rzemieślnicze Bractwo Pięciorańskie, później przekształcone w Towarzystwo Pątnicze.
W 1792 roku cała pielgrzymka została wymordowana, co upamiętnia pomnik nad mogiłą ofiar znajdującą się w pobliżu wsi Krasice (grupy pielgrzymkowe wizytują mogiłę siódmego dnia pielgrzymki). W 1920 roku, ze względu na sytuację na przedpolach Warszawy oraz rygory stanu oblężenia, oficjalnie pielgrzymka nie odbyła się. 
W okresie PRL-u kilkukrotnie podejmowano próby delegalizacji pielgrzymki. Przez 30 lat pielgrzymów żegnał przed kościołem św. Ducha, a później witał w Częstochowie prymas Polski Stefan Wyszyński. W 2020 roku, podczas pandemii COVID-19, w pieszej pielgrzymce wzięło udział kilkadziesiąt osób – głównie ojcowie paulini oraz służby medyczne i porządkowe.
Trasa przemarszu jest co do zasady stała; pojawiające się w niej zmiany związane są z pracami drogowymi lub problemami logistycznymi. 
Z Warszawskiej Pielgrzymki Pieszej wyłączały się kolejne grupy, z których powstały samodzielne pielgrzymki, m.in. Warszawska Akademicka Pielgrzymka Metropolitarna.